# Artur Konontšuk
Artur Konontšuk (Pärnu, Estonia, 9 de mayo de 2000) es un baloncestista estonio que pertenece a la plantilla del EWE Baskets Oldemburgo de la Basketball Bundesliga alemana. Con 2,00 metros de estatura, juega en la posición de ala-pívot. Es internacional con la selección de baloncesto de Estonia.

## Trayectoria deportiva
Es un ala-pívot que en 2019 se marcha a Estados Unidos para ingresar en la Universidad del Sur de Misisipi, situada en Hattiesburg, en el estado de Misisipi, donde jugaría durante 2 temporadas la NCAA con los Southern Miss Golden Eagles.
Tras no ser elegido en el Draft de la NBA de 2021, el 17 de agosto de 2021, Konontšuk firmó un contrato de un año con el KK Pärnu, equipo de su ciudad natal. En la temporada 2021-22, ayudó a su equipo a conseguir su primer campeonato de la Alexela KML, con un promedio de 10’3 puntos y 6’6 rebotes por encuentro.
El 13 de julio de 2022, Konontšuk firmó un contrato con el BC Kalev/Cramo de la Alexela KML, con el que llegó a los play-offs de la Copa de Europa FIBA y fue nombrado MVP de la Copa de Europa FIBA en marzo de 2023.
El 20 de julio de 2023, firmó con el Covirán Granada de la liga ACB española por dos temporadas.
El 21 de enero de 2024, rescinde su contrato con el Covirán Granada. Poco después firmaría con el EWE Baskets Oldemburgo de la Basketball Bundesliga alemana hasta final de temporada, renovando al término de la misma por un año más.

### Selección nacional
El 11 de noviembre de 2022, hizo su debut con la Selección de baloncesto de Estonia, en un encuentro de clasificación para la Copa Mundial de Baloncesto de 2023 frente a Suecia.
En 2023, disputaría 4 partidos con su selección en los clasificatorios de la Copa Mundial de Baloncesto de 2023, promediando 8 puntos de media en 23 minutos de juego.